# Alexandre d'Iméréthie
Alexandre d'Iméréthie (en géorgien : ალექსანდრე ბაგრატიონი) ou Alexandre Artchilovitch Imeretinski (en russe : Александр Арчилович Имеретинский) (1674 - 20 février 1711) fut un prince (batonichvili (en)) et un écrivain géorgien, commandant de l'artillerie de l'armée impériale russe sous Pierre le Grand.

## Biographie
Fils aîné du roi Artchil Ier d'Iméréthie et de son épouse la reine Kétévane de Kakhétie, Alexandre Artchilovitch naquit en 1674 et grandit à Koutaïssi avant de s'établir avec sa famille en Ossétie en 1680 puis à Astrakhan, en Russie, en 1682. Deux ans plus tard, son frère Mamouka (Matveï) et lui-même se rendirent à Moscou, où il se maria avec une princesse de la haute société russe, Fedossia Mikhaïlovna Miloslavski. En 1691, il reçut de la part du Tsar Pierre Ier des domaines près du village de Vsesviatskoï, où il établit une communauté géorgienne et un grand centre culturel. Surnommé « Aleksandr Gruzinets » (Alexandre le Géorgien), il entretint de bonnes relations avec Pierre Ier de Russie qu'il accompagna en Europe occidentale lors de la Grande Ambassade de 1696-1697. Resté en Europe, il étudia les techniques militaires modernes à La Haye et à Utrecht, de même que l'ingénierie militaire à Magdebourg et à Königsberg, avant de partager sa chambre avec le monarque russe à Londres.
De retour en Russie, Alexandre Artchilovitch entra officiellement dans le service militaire russe en août 1698 et reçut la qualité de Général de l'artillerie dès décembre 1699. Il fut également nommé à la tête du Poutchkarski Prikaz ou Département de l'Artillerie et fut nommé le premier « Feldzeugmeister » (général d’artillerie, troisième personnalité de l'armée) en mai 1700. Le Prince Alexandre mena la fondation de l'artillerie russe, établissant des usines d'armement, entraînant des spécialistes pour sa succession et rédigeant le premier traité du domaine militaire de la Russie « Artilleriskaïa kniga ». Ses plans de réformes furent toutefois interrompus quand la Grande guerre du Nord fut déclarée en 1700. En novembre de la même année, il participa à la célèbre bataille de Narva, où l'armée russe fut défaite par les Suédois de Charles XII. Durant cette bataille, il fut capturé par les Suédois avec plusieurs généraux et 20 000 autres soldats.
Dans son « Histoire de Charles XII », Voltaire qui le nomme « czarafis Artfchelou » évoque assez longuement l'étrange destinée d'un prince asiatique né au pied du Caucase, qui allait vivre captif parmi les glaces de la Suède 
Malgré les efforts continus de Pierre le Grand pour l'échanger contre des prisonniers suédois, Alexandre Artchilovitch resta en captivité. Charles XII, voyant sa valeur aux yeux de son ennemi, demanda « dix barils d'or » pour sa liberté. Toutefois, le prince géorgien qui jouissait d'une certaine liberté continua ses études, avant de superviser la fondation d'une centre d'imprimerie géorgienne à Moscou.
Durant cette captivité, il écrivit également le premier livre de la science militaire en géorgien, livre qui sera plus tard utilisé comme manuel d'étude pour l'armée géorgienne. En 1706, son père l'ancien roi Artchil écrivit personnellement une lettre au roi Charles XII de Suède dans laquelle il suppliait d'accepter l'offre de Pierre Ier de Russie. Finalement, Alexandre reçut l'autorisation de quitter Stockholm en 1710 mais il tomba malade sur son chemin de retour et mourut à Riga le 3 février 1711 avant d'avoir pu revoir sa famille. Son corps fut d'abord enterré dans un cimetière non loin d'Abo mais en mars 1712, son corps fut exhumé et transporté à l'église Sretenskaïa du monastère Donskoï de Moscou, où il repose encore aujourd'hui.